# Far Cry (singolo)
Far Cry è un singolo promozionale del gruppo musicale rock canadese dei Rush, pubblicato il 1º maggio 2007. La canzone raggiunse la posizione 22 su Mainstream Rock Tracks.
Il brano è la prima traccia del diciottesimo album della band, Snakes & Arrows, ed è il primo singolo che ne viene tratto.
In radio la canzone è stata diffusa già a partire dal 12 marzo di quell'anno.

## Tracce
1. Far Cry [Radio Edit] 4:34
2. Far Cry [Album Version] 5:20